# مالك واري
مالك واري، (1916-2001) كاتب صحفي جزائري، وُلِدَ في قرية قندوز بأعالي إغيل علي بولاية بجاية في شهر يوليو لعام 1916، وافته المنية في عام 2001.

## سيرة
هو من مواليد قرية تاوس وجان وكان مسيحياً. ولد في 27 يناير 1916 في إغيل علي في حي العباس وتوفي في 21 ديسمبر 2001.
تطرق إلى علم الأعراق البشرية من خلال "poèmes et chants de kabylie"، الذي نشرته saint-germain-les-prés paris في عام 1972. لكن مالك واري كان دائمًا رجلًا منفصلًا عن لغته وثقافته وألواح الشست الأزرق التي لم تحميه، على حد تعبير جون عمروش.
وعندما سئل عن علاقته باللغة الفرنسية، في مقابلة أخيرة أجراها مع اثنين من زملائه، أجاب بصراحة: "بالطبع، الثقافة الفرنسية هي واحدة من أكبر وأغنى الثقافة في العالم. لكنها ليست لي. بالتأكيد، لا يوجد شيء مخزي في الحصول عليها. على العكس تماما! نظرًا لأنه، بالإضافة إلى التعليمات التي تمكنت من الحصول عليها من خلالها، فقد سمحت لي بفتح عيني على تاريخي وثقافتي ولغتي. على عكس ما دعا إليه الاستعمار الفرنسي، والذي لم يتخللنا إلا بلغته وثقافته، فنحن لم نقتلع من جذورنا. أنا شخصياً، لم تغفو لي البربرية أبداً. الدليل، في سني، ما زلت أعمل بانتظام على الترجمة البربرية لأشعار وأغاني منطقة القبايل، والتي سيعيد إصدارها بوشين هنا في باريس. كل صباح، أنا على مكتبي من الساعة التاسعة صباحًا حتى الثانية عشرة والنصف ”. «غنائم الحرب» التي «فتحت عينيه» على نفسه دون أن يفقد أي من جذوره. كونهم من نفس جيل فيراون، معمري، ديب، عمروش، وما علاقته بهم أو ببعضهم؟" أجاب: «لطالما كانت لدي علاقة رائعة معهم. فيما يتعلق بفراء، عندما اكتشفت كتابه، ابن الرجل الفقير، في مكتبة الحاكم العام بالجزائر العاصمة، قلت لنفسي: ها هو عالم بائس آخر سوف يتذمر من مصيره في جميع الصفحات. لكن الكتاب المعني فاز بجائزة مدينة الجزائر. وقراءته، بعيدًا عن الحزن، كشفت لي عن سيرته الذاتية وعمل مخلص لكاتب موهوب، مليء بالتواضع والشجاعة. ذات يوم، بينما أرسلني راديو الجزائر إلى تيزي وزو للحصول على تقرير عن الحرف، لم أتردد في الذهاب لمقابلته في تاوريرت موسى عمير، حيث كان مدرسًا. لم نكن نعرف بعضنا بالطبع. رحب بي بكرمه الأسطوري حول الكسكس. بالنسبة لهذا الاتصال الأول، لم نقول الكثير لبعضنا البعض. لكن بعد أن رأيته مرة أخرى في الجزائر العاصمة، خلال اجتماع للمعلمين، تمكنت من مقابلته أثناء تخصيص برنامج كامل له على الراديو».
في قلب النشاط الأدبي والصحفي لمالك واري يكمن بالتالي اهتمامه العاطفي بلغة القبائل وآدابها، والذي اكتشفه (أعاد اكتشافه بعد «الانقطاع التام»، عندما كان طالبًا في الجزائر العاصمة مفطومًا عن ثقافتها وثقافتها. لغتها من خلال التفرد الثقافي لنظام المدرسة الفرنسية في الفترة الاستعمارية. «لقد اتخذ دخولي إلى المدرسة طابعًا فريدًا بالنسبة لي:» تم إرسالي إلى هناك بطريقة للتخلص من لغتي من أجل بدء دراستي في لغة أخرى «(poèmes et chants de kabylie، 1974: 13). يذكر الانطباع العظيم» التنوير«، أثارت فيه تلاوة أناشيد البربر في منطقة القبايل؛ هذا النص الذي كتبه ج. عمروش، جعله يتخذ قرارًا دائمًا بالعمل بكل قوته، مستخدمًا الثقافة الفرنسية المكتسبة، لحماية ونشر الثقافة القبايلية والبربرية. إن تجربته الفردية والوضع الاجتماعي التاريخي جعلته يخشى، كما في حالة جان عمروش، من اختفاء التراث الثقافي للقبائل. القبائلية.
نجد في كتاباته الأدبية تفاعل كل هذه العناصر. على سبيل المثال، جوهر القصة في» الحبوب في حجر الرحى«، هذا الرابط المأساوي بين الصداقة، الشرف والموت، هو وضع حدث يتم سرده كحقيقة أصيلة من قبل أحد مواطني المؤلف وتم جمعه في البداية للبث الإذاعي. تُظهر مخطوطة الرواية أيضًا التفاعل والمرور بين السجلات اللغوية المختلفة، وهي ثمرة تجربة المؤلف كصحفي ومترجم لقصائد القبائل. يخبرنا مالك عوري أن» الحوارات تتشكل من خلال الاستخدام اليومي في منطقة القبائل، وأن أجزاء كاملة من المناقشات في التجمعات مأخوذة من المحادثات المسجلة أثناء تحقيقاته الصحفية في منطقة القبايل.
وهكذا فإن الكتابة التي تم تطويرها تعطي نغمة أولية ورفاهية للرواية وتجعلها تتجاوز الكتابة الفرنسية «الكلاسيكية»، وهي سمة - وليست من قبيل الصدفة - كانت موضوع مراجعات مختلفة، على الرغم من أن الرواية كانت موضع تقدير من قبل النقاد في ذلك الوقت.

## نقد أدبي
يقدم النقد الأدبي الحالي روايات باللغة الفرنسية لمؤلفين من القبائل معاصرين لمالك عواري (مولود فرعون* ومولود معمري*) كتعبير عما يسمى بالفترة «الإثنوغرافية» للأدب الجزائري. يعود هذا التوصيف في نفس الوقت إلى الإطار الزمني المختار: الروايات الموجودة في فترة ما قبل الاستعمار أو التي لا تنفصل تمامًا عن التاريخ الاستعماري؛ في ما يسمى الإعداد «الإقليمي»: اختيار مساحة السرد القبايلية وشخصيات القبائل؛ ومسألة القراء: الجمهور الفرنسي الذي توجه إليه هذه الروايات.
على الرغم من أن هذه القراءة أقل وضوحًا، فقد تم أيضًا إجراء مثل هذه القراءة لروايات مالك أووري. يقدم النقد الأدبي الحالي روايات باللغة الفرنسية لمؤلفين من القبائل معاصرين لمالك عواري (مولود فرعون * ومولود معمري *) كتعبير عما يسمى بالفترة «الإثنوغرافية» للأدب الجزائري. يعود هذا التوصيف في نفس الوقت إلى الإطار الزمني المختار: الروايات الموجودة في فترة ما قبل الاستعمار أو التي لا تنفصل تمامًا عن التاريخ الاستعماري؛ في ما يسمى الإعداد «الإقليمي»: اختيار مساحة السرد القبايلية وشخصيات القبائل؛ ومسألة القراء: الجمهور الفرنسي الذي توجه إليه هذه الروايات. على الرغم من أن هذه القراءة أقل وضوحًا، فقد تم أيضًا إجراء مثل هذه القراءة لروايات مالك واري. يقدم النقد الأدبي الحالي روايات باللغة الفرنسية لمؤلفين من القبائل معاصرين لمالك عواري (مولود فرعون * ومولود معمري *) كتعبير عما يسمى بالفترة «الإثنوغرافية» للأدب الجزائري.
يعود هذا التوصيف في نفس الوقت إلى الإطار الزمني المختار: الروايات الموجودة في فترة ما قبل الاستعمار أو التي لا تنفصل تمامًا عن التاريخ الاستعماري؛ في ما يسمى الإعداد «الإقليمي»: اختيار مساحة السرد القبايلية وشخصيات القبائل؛ ومسألة القراء: الجمهور الفرنسي الذي توجه إليه هذه الروايات. على الرغم من أن هذه القراءة أقل وضوحًا، فقد تم أيضًا إجراء مثل هذه القراءة لروايات مالك واري.
سمح له نشاطه الصحفي الغني بالانغماس في التراث الثقافي الأمازيغي في مجال: الرقص والغناء والشعر والموسيقى ورواية القصص. هكذا بدأ في جمع الإنتاج الشفهي للقبائل قبل إعادة تجميع 17 تقريرًا مكرسًا للهجرة تحت عنوان مسارات الهجرة في عام 1955، وذلك بفضل عمله كمراسل. "يمكن أن يضع قلمه في خدمات إحدى الصحف الفرنسية.

## أعماله
أكثر من شغوفًا بالتقاليد الشفوية، فقد كان مالك واري أيضًا ضليعًا في الكتابة الرومانسية، حيث تشهد روايته الأولى، le grain dans le meule ، في عام 1955، والتي أصبحت كلاسيكيات في الأدب الجزائري. إنها قصة ثأر كما هي موجودة في جميع أنحاء العالم. إدير يرتكب جريمة قتل على شخص أكلي. هربًا من الانتقام، هرب ولجأ إلى المنطقة الجنوبية. غير قادر على تحمل منفاه، يقرر إيدير العودة إلى البلاد متحديًا الموت. يرفض والد أكلي الانتقام لابنه المقتول، لكنه يعرض على إدير فرصة البقاء على قيد الحياة. الحالة في هذه الرواية، يصف واري وفرة الطبيعة وعناد الرجال في الرغبة في تطهير الأراضي شديدة الانحدار. ترنيمة حقيقية لظروف الجبال القاسية. سيقول إيمانويل روبليس عن الرواية: "يبدو أنني أميز، من خلال حوار مالك واري، الصفات الأصيلة للكاتب المسرحي. على أية حال، القصة تدار بحزم ". تأسست في فرنسا منذ عام 1958، هناك واصل حياته المهنية كصحفي وكاتب بنشر مجموعة من قصائد القبائل، تحت عنوان poèmes et chants de kabylie (1974) ورواية ثانية "le monagne aux chacals (1981)". عمل مليء بالحقيقة وهو جزء من واقع حرب عام 1939.
يعود مالك واري إلى شفق حياته برواية جديدة في عام 2000 نشرها بوشين بعنوان le robe kabyle de baya. وعي أوري، طالب شاب في الجزائر العاصمة، فُطِم هناك عن ثقافته ولغته الأم بسبب نبذ وحصرية نظام المدارس الاستعمارية الفرنسية في ذلك الوقت. "تم إرسالي إلى هناك بطريقة للتخلص من لغتي من أجل تدريبي على لغة أخرى" (poèmes et chants de kabylie.1974 / 13).
وتجدر الإشارة إلى أن تلاوة أناشيد أمازيغية في منطقة القبايل عمل ضخم آخر لجان المهوب عمروش ، كان بالنسبة له التنوير الذي جعله يدرك الحاجة إلى استخدام لغة موليير لحماية ونشر الثقافة الأمازيغية.

## سينما
سوء المعاملة من اقتباس فيلم من روايته "الحبوب في الطاحونة" للمخرج محمد افتيسن الذي لم يتخذ احتياطات الحديث عنها لمؤلف القصة مالك ، يجيب: "محمد افتيسن وفريقه تصرفوا نحوي". مثل المغفلون. لقد خانوني. كان الفيلم المقتبس عن فيلم "الحبوب في الرحى" تحت عنوان "أغصان النار" أسوأ ازدراء واجهته في حياتي ككاتبة. علاوة على ذلك ، لم أشاهد الفيلم قط. لكن وفقًا للصحافة ، فقد صنعوا الفيلم بالشكل الذي يرونه مناسبًا ، كما لو كان الكتاب ملكًا لهم. وذهب محمد افتيسن وفريقه إلى حد تغيير نهاية القصة الأصلية كليًا ، قائلين إنهم وجدوها "غير مقبولة" لأن هذا النوع من الانتقام بالنسبة لهم "لم يكن موجودًا بين القبائل". يعلنون بلا خجل أن "مالك واري مسيحي، لا يمكنه إلا أن يقدم حلاً مسيحياً في نهاية القصة".
من الواضح أن نتيجة قصة الرواية مستوحاة في الأساس من منطقة القبائل. كنت مستاءً للغاية ، كتبت شخصيًا إلى iftissen. من المؤكد أنني لا أدعي بأي حال من الأحوال التشكيك في عمله كمخرج. ولكن ، نظرًا لأن العمل المعني يخصني ، فمن الشرعي بالنسبة لي أن أحيط علما بالمشروع ، ومن الطبيعي أن أقدم اقتراحات من خلال وضع حواجز ، قبل كل شيء ، حيث لا ينبغي المساس بأي شيء ". مع ذلك، مثل رواية المعمري "الأفيون والعصا"، "الطلة" لمحمد الراشدي ، دعت الروائي الكبير لمشاهدة العمل ، أجاب على الفور للمخرج "لقد صنعت غربية جيدة يا سيد راشدي. لم يكن حظ مالك أووري "الحبوب في الرحى" نفس الحظ أو نفس الاحترام. توفي في 21 كانون الأول (ديسمبر) 2001 في أرغيليس-غازوست في فرنسا ، بعيدًا عن موطنه الأصلي ، مثل العديد من مواطنيه، سنقتبس من جان الموهوف، وماري لويز تاوس، وفامة منصور عمروش، ومحمد تزيروت، ومحمد أركون، وغيرهم الكثير.

## أقواله
من أقواله «أنا مرتبط جدًا بها، دون أن أعارض ذلك، نتعلم بلغات أخرى: فكلما زادت اللغات التي نعرفها، زاد انفتاحنا على الثقافات الأخرى، مما يثرينا. لكن من هناك إلى الرغبة في إنكار أو تدمير اللغة الأمازيغية، فأنا أعارض بشكل جذري». في هذا الصدد، أتفق مع محمد ديب الذي أسر لي ذات مرة: «إذا أرادت الجزائر أن تتصالح مع نفسها، فعليها أن تعترف بهويتها البربرية».